# Finlands Lucia

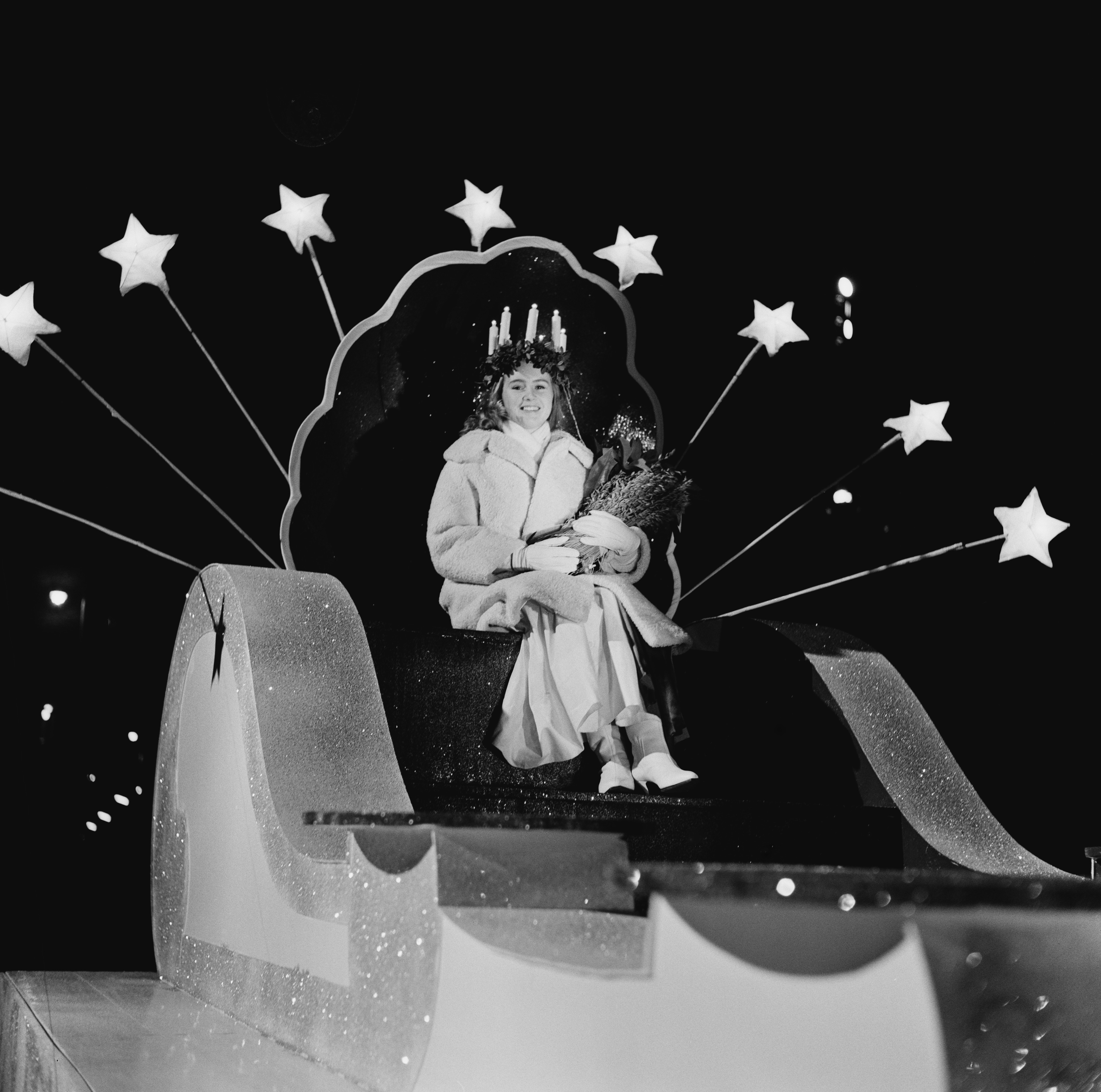
Finlands Lucia Ingeborg Spiik 13.12.1962

Finlands Lucia utses sedan 1950. Initiativet togs av Borgåbladet. Luciaomröstningen hålls i november varje år och arrangeras av Folkhälsan i samarbete med YLE och Hufvudstadsbladet.
Luciafirandet spred sig från Sverige till Svenskfinland vid 1800-talets slut. I Jakobstad ordnades luciatåg med hornmusik, flammande facklor, stjärngossar, Herodes, Judas med pungen, tre vise män, julgubbe och tomtar redan 1931 med offentligt uppträdande på torget och efterföljande soare på Brandkårshuset. Se Jakobstads Tidning 15.12.1931.

## Arrangemang
Folkhälsan förvaltar Finlands Lucia i samarbete med Yle och Hbl. Folkhälsan som ordnar kandidatupprop, röstning, luciainsamling, kröningen i Helsingfors domkyrka, luciabesök, luciamarknad och mycket mer. 

## Insamlingen
Lucia är luciainsamlingens frontfigur. Insamlingen stöder sedan 2014 barnfamiljer som har det tungt. Lucia står för ljus och glädje, men hon är också en påminnelse om att vi kan hjälpa medmänniskor som har det svårt. Till exempel fattigdom, sjukdom eller brist på nära stödjande relationer gör att många familjer löper risk för att bli utmattade och inte orka med sitt föräldraskap trots att viljan och förmågan till gott föräldraskap finns.

## Kröningen
Finlands Lucia kröns i Helsingfors domkyrka 13.12. Närmare 1 500 personer ser kröningen inne i kyrkan, kring 10 000 följer med på Senatstorget utanför via en stor skärm. Efter kröningen skrider Lucia ner för Domkyrkans trappa och åker sedan i kortege genom Helsingfors. Rutten under de senaste åren har varit: Senatstorget, Alexandersgatan, Mannerheimvägen, Norra esplanaden, Unionsgatan och Senatstorget.

## Lucia - Legend och historia
Lucia anses ha varit en historisk person och datumen för hennes födsel år 283 och hennes död år 303 är sannolika. I Luciatraditionen ingår många element som smält samman till en helhet. Hon är blandning av både Sankt Nikolaus, julbocken, Jesusbarnet och Lucifer, menar traditionsforskarna.

### Lucia ville leva för Gud
Legender och berättelser om Lucia går tillbaka till antiken och staden Syrakusa år 283 efter Kristus. Då föddes Lucia i en adlig och välbärgad familj. Fadern var av romerskt ursprung men dog tidigt och Lucia uppfostrades av sin mor Euthycia. Moderns namn antyder att hon hade grekiskt påbrå.
Lucia ville helst av allt förbli jungfru och leva ett helgat liv i Guds tjänst. Modern Euthycia hade lidit av en svår sjukdom i många år och hon blev övertalad att företa en pilgrimsfärd till Catania där helgonet Agatas grav fanns.
Pilgrimsfärden och besöket vid den heliga Agatas grav botade henne. I glädjen över att ha blivit botad gick Euthycia med på Lucias önskan om att skänka sin hemgift till de fattiga.
Lucia belönades för sin trohet
Enligt tidens sed hade Lucia blivit bortlovad som fästmö. Den blivande fästmannen kände sig lurad på den hemgift han hade väntat sig. Han insåg nu att Lucia var kristen. Det här var under den tid då de romerska kejsarna förföljde de kristna. Fästmannen angav Lucia som kristen för myndigheterna.
Enligt legenden stack Lucia då ut sina ögon eftersom hon tänkte att det var hennes vackra ögon som fått den svekfulla fästmannen att intressera sig för henne. För sin trohets skull belönade Gud Lucia genom att genast ge henne tillbaka ögonen.

### Lucia blir ett katolskt helgon
För att pröva om Lucia var kristen anmodades hon nu av prefekten i Syrakusa att offra till de romerska gudarna. På det svarade Lucia: "Ett rent offer till Gud är att besöka änkorna, de föräldralösa och pilgrimerna som behöver hjälp, och det är redan tre år sedan jag gav ett sådant offer till Jesus Kristus genom att dela ut all min egendom."
Prefekten beslöt att straffa Lucia genom att skicka henne till en bordell men hon vägrade blankt. Då tände man en eld runt henne, men elden rörde inte henne. Till slut kallade man fram bödeln som stack en dolk i hennes sida. Det påstås att det var fästmannen som fungerade bödel.
Efter sin död år 303 blev Lucia snart ett av den katolska kristenhetens största helgon. På den tiden var vi i Norden ännu hedningar. När Norden kristnades på 1000-talet kom Lucia till oss som ett av många katolska helgon.

### Den längsta natten
Seder är långlivade och det hedniska firandet av årets längsta natt satt djupt i folksjälen. Natten mellan den 12 och 13 december upplevde man traditionellt som den längsta och det hör ihop med den tidigare julianska kalendern.
Den långa mörka natten var full av all slags troll och annan ondska som till exempel Lucifer. Härifrån var inte steget långt till Lucia. Det var också denna natt som julefastan inleddes och därför gällde det att proppa i sig så mycket man kunde just innan. Man festade och drack.

### Lucia i Finland redan år 1898
Den första kända lucian i Sverige uppträdde 1764 på en herrgård i Västergötland och bjöd på kaffe och sång. 1893 uppträdde Lucia första gången på Skansen. Från Skansen spred sig den nyintroducerade julseden snart till skolor och föreningar runtom i Sverige och nådde också Finlands svenskbygder.
Ett tidigt belägg har vi från Svenska fruntimmersskolan i Åbo där man skulle ha haft en lucia redan 1898. Vi vet att det 1913 förekom en lucia på Vörå Folkhögskola och på Högvalla husmodersskola har seden med en lussande Lucia upprätthållits från 1919.

### Lucia blir en massmedial händelse
På 1920-talet började Lucia dyka upp på de rikssvenska veckotidningarnas pärmar, något som påskyndade spridningen av seden också i Svenskfinland. Sin stora plats i massmedierna erövrade Lucia 1927 när Stockholms Dagblad ordnade den första utomhuskortegen i Stockholm.
Tre år senare, 1930, ordnades det första luciatåget i Helsingfors av Helsingfors Svenska Sångarförbund och Föreningen Brage med tidningen Allas Krönika som språkrör. Seden med utomhuskortege togs upp 1936 av Föreningen Brage i Vasa. Brages Lucia 1936, Anita Brander, var veterligen den första som uppträdde offentligt utomhus i Finland.
På Samfundet Folkhälsans initiativ startades luciainsamlingen 1949 och i samband med det återupplivades luciakortegen i Helsingfors centrum. Sedan Hufvudstadsbladet 1950 engagerat sig i arrangemangen och i medierna profilerat Helsingforslucian som Svenskfinlands Rikslucia (numera Finlands Lucia) har evenemanget stadigt vuxit i omfång och utökats med nya element. Från första början blev luciatåget en succé. Denna sed har i hög grad bidragit till att befästa luciatraditionen i finländarnas medvetande.
I dag står Folkhälsan för insamlingen och valet på riksnivå i samarbete med Hufvudstadsbladet och Yle.

## Finlands Lucior[6]
- 1950 - Barbro Reihe
- 1951 - Maj Ekman
- 1952 - Kerstin Klingberg
- 1953 - Märta Cavonius
- 1954 - Ann-Mari Nybondas
- 1955 - Christina Holmberg
- 1956 - Gunnel Törnroos
- 1957 - Leila Saxberg
- 1958 - Barbro Ahlroth
- 1959 - Astrid Carlström
- 1960 - Ingegerd Londén
- 1961 - Carita Norra
- 1962 - Ingeborg Spiik
- 1963 - Betty Nyholm
- 1964 - Ingrid Lindqvist
- 1965 - Christa Oinonen
- 1966 - Mona Bäckström
- 1967 - Eivor Ahti
- 1968 - Charlotta Blomqvist
- 1969 - Gun-May Lundqvist
- 1970 - Christel Lindström
- 1971 - Marianne Hellman
- 1972 - Ann-Christin Forsberg
- 1973 - Maria Hagelstam
- 1974 - Bodil Ehn
- 1975 - Erica Aminoff
- 1976 - Käte Nyberg
- 1977 - Carita Forsblom
- 1978 - Helena Pettersson
- 1979 - Nina Krause
- 1980 - Jannike Danielsen
- 1981 - Ann-Lis Blomqvist
- 1982 - Kira Ollonqvist
- 1983 - Helena Ek
- 1984 - Barbro Hakalax
- 1985 - Anne Alhainen
- 1986 - Ulrica Hagback
- 1987 - Nina Björkfelt
- 1988 - Susanna Palin
- 1989 - Eva-Maria Uppstu
- 1990 - Petra Fagerholm
- 1991 - Ingrid Biese
- 1992 - Annalena Reinikainen
- 1993 - Catrine Karlsson
- 1994 - Johanna Lindgård
- 1995 - Katarina Nyqvist
- 1996 - Jonna Ansa
- 1997 - Heidi Fager
- 1998 - Katja Weckström
- 1999 - Melina Renqvist
- 2000 - Sofie Backman
- 2001 - Jessica Söderholm
- 2002 - Andréa Mattsson
- 2003 - Anna-Charlotta Thibblin
- 2004 - Maria Brandt
- 2005 - Marianne Ekqvist
- 2006 - Karolina Henriksson
- 2007 - Frida Andersson
- 2008 - Sonja Sjöblom
- 2009 - Ellen Husberg
- 2010 - Mirella Uddström
- 2011 - Nora Peltola
- 2012 - Julia Hanhikoski
- 2013 - Elin Andersson
- 2014 - Vanessa Eriksson
- 2015 - Sonja Lehto
- 2016 - Ingrid Holm
- 2017 - Anna-Kajsa Edström
- 2018 - Elin Qvist
- 2019 - Sara Ray
- 2020 - Ingrid Enckell
- 2021 - Tilde Polviander
- 2022 - Wilma Grönqvist
- 2023 - Madeleine Amoroso
- 2024 - Daniela Owusu[7]

### Fotnoter
1. ↑  ”Finlands Lucia”. Folkhälsan. Arkiverad från originalet den 12 november 2012. https://web.archive.org/web/20121112092549/http://www.folkhalsan.fi/startsida/Aktuellt/Lucia/#. Läst 29 november 2012.
2. ↑  ”Finlands Lucia - Finlands Lucia och Folkhälsan”. lucia.fi. https://lucia.fi/SV/Sida/18/finlands-lucia-och-folkhalsan. Läst 2 december 2019.
3. ↑  ”Finlands Lucia - Start”. www.lucia.fi. https://www.lucia.fi/. Läst 2 december 2019.
4. 1 2  ”Finlands Lucia - Lucia – legend och historia”. lucia.fi. Folkhälsan. https://lucia.fi/SV/Sida/23/lucia-%E2%80%93-legend-och-historia. Läst 2 december 2019.
5. ↑  ”Lucia - BRAGES FRILUFTSMUSEUM”. www.vasabrage.fi. https://www.vasabrage.fi/sv/verksamhet/lucia/. Läst 11 december 2020.
6. ↑  ”Finlands lucia är för det mesta en helsingforsare med kandidatnummer 5 – hur många lucior har kommit från din ort?”. Svenska Yle. 24 november 2019. https://yle.fi/a/7-1423909. Läst 14 december 2024.
7. ↑  ”Daniela Owusu är Finlands Lucia 2024”. www.lucia.fi. https://www.lucia.fi/SV/Sida/67/daniela-owusu-ar-finlands-lucia-2024. Läst 14 december 2024.